# Kaloula rugifera
Espèce
Statut de conservation UICN

 LC  : Préoccupation mineure
Kaloula rugifera est une espèce d'amphibiens de la famille des Microhylidae.

## Répartition
Cette espèce est endémique de République populaire de Chine. Son aire de répartition concerne le Nord-Est de la province du Sichuan et la pointe Sud de la province du Gansu. Elle est présente entre 500 et 1 200 m d'altitude,.

## Publication originale
- Stejneger, 1924 : Herpetological novelties from China. Occasional Papers of the Boston Society of Natural History, vol. 5, p. 119-121 (texte intégral).